# (2117) Danmark
(2117) Danmark (oprindeligt midlertidigt navn: 1978 AC) er en småplanet/asteroide fra Asteroidebæltets hovedbælte mellem Mars og Jupiter.
Den lille småplanet blev opdaget af den danske astronom Richard M. West den 9. januar 1978 fra det europæiske La Silla Observatory i Chile, som er tilknyttet European Southern Observatory (ESO).
Småplanetens diameter er ca. 10 km, dens omløbstid om Solen er 4 år og 10½ måned. Når den er nærmest Jorden er afstanden 248 mio. km, og minimumsafstanden til Solen er ca. 399 mio. km.